# 제시 케이브
제시 케이브(Jessie Cave, 1987년 5월 5일 ~ )는 잉글랜드의 배우이다. 해리 포터 영화 시리즈에서 라벤더 브라운 역으로 잘 알려져 있다.

## 작품 목록
- 테일 오브 테일즈